# فلاولا (تگزاس)
فلاولا (به انگلیسی: Flowella) یک منطقهٔ مسکونی در ایالات متحده آمریکا است که در شهرستان بروکس، تگزاس واقع شده‌است. فلاولا ۲٫۶ کیلومتر مربع مساحت و ۱۱۸ نفر جمعیت دارد و ۲۹ متر بالاتر از سطح دریا واقع شده‌است.